# Fernando Nicolas Oliva
Fernando Nicolas Oliva est un footballeur argentin né le 26 septembre 1971. Il était attaquant.